# Serra do Gandarela nationalpark
Serra do Gandarela nationalpark (portugisiska: Parque Nacional da Serra do Gandarela) är en nationalpark i delstaten Minas Gerais i sydöstra Brasilien. Den skyddar en bergig region där en rest av Atlantskogen finns kvar. Området är en viktig vattenkälla för staden Belo Horizonte.

## Läge
Serra do Gandarela är ett naturreservat som är beläget omkring 40 kilometer från Belo Horizonte. Serra do Gandarela nationalpark täcker delar av kommunerna Caeté (2,37%), Itabirito (10,01%), Mariana (0,23%), Nova Lima (1,99%), Ouro Preto (9,91%, Raposos (10,8%), Rio Acima (19,46%) och Santa Bárbara (45,22%) i delstaten Minas Gerais. En del av parken är beläget i Belo Horizontes storstadsregion. Parken har en area på 31,270.83 hektar.
Parken är belägen i vegetationsområdet för Atlantskogen och har den största intakta resten av Atlantskogen i Minas Gerais, där en stor del är i utmärkt skick. Vatten från Serra do Gandarela bevattnar flodområdena i floden Das Velhas, som är en biflod till floderna São Francisco, Piracicaba och Rio Doce. Das Velhas förser mer än 60% av vattnet till Belo Horizonte och 45% av vattnet till storstadsregionen. Vattnet är rent och kräver minimalt med rening. I Serra do Gandarela finns det över 100 grottor, där vissa hyser unika arter och andra är arkeologiska platser. 

## Historia

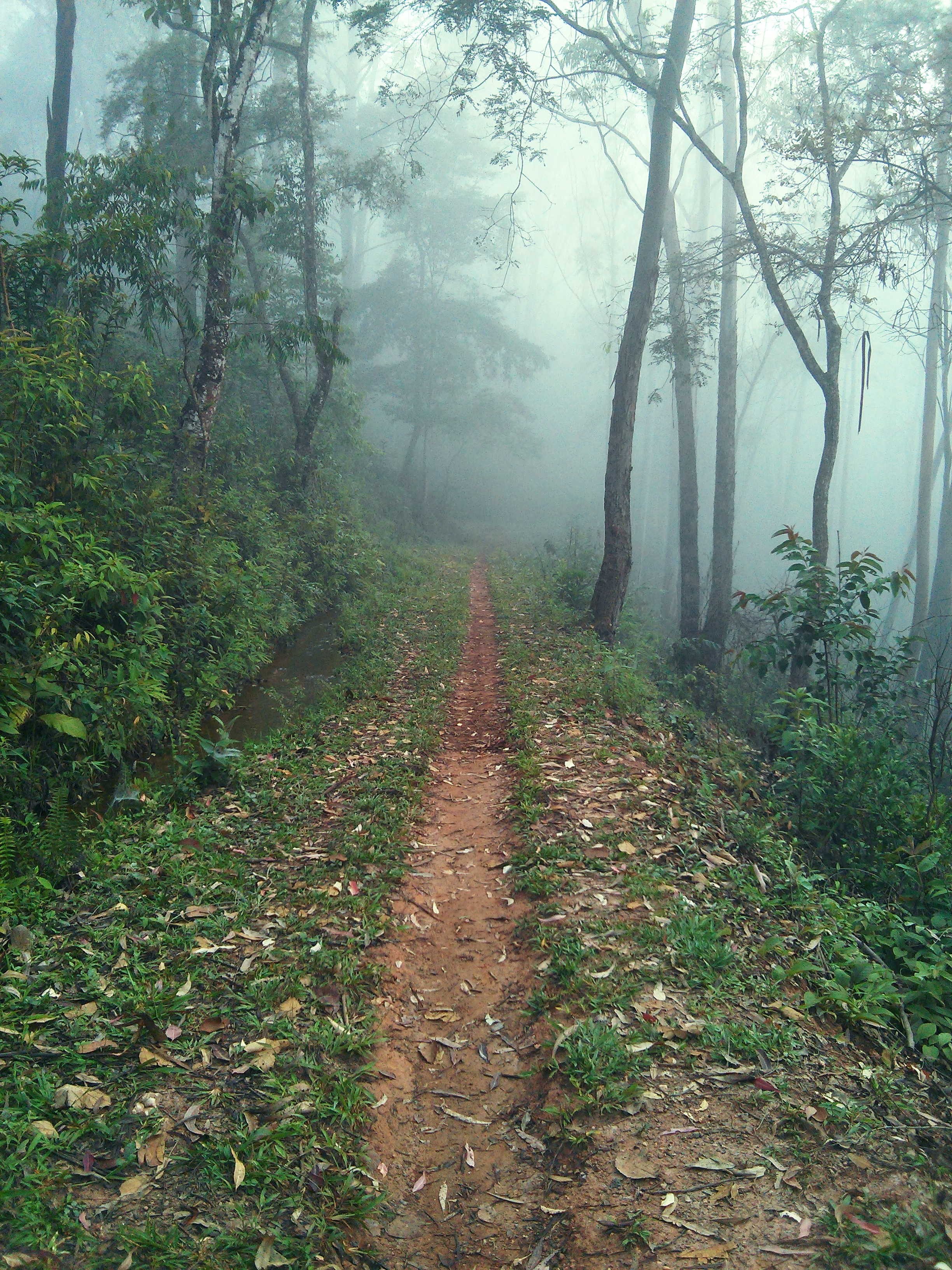
Skogen i närheten av Nova Lima

På uppdrag av ett antal civila organisationer förberedde Chico Mendes institut för bevarande av biologisk mångfald ett förslag om att anlägga parken, för att skydda en stor del av Belo Horizontes vattenkällor, vilka var allvarligt hotade på grund av järnmalmsbrytningen. I ursprungsförslaget från 2010 skulle man skydda en area på 38 220 hektar, men ytan minskades senare. Publika diskussioner om projektet påbörjades den 10 april 2012.
Parken skapades på federalt påbud den 13 oktober 2014. Påbudet lade även till över 30 000 hektar till naturreservatet Médio Juruá i Amazonas och skapade nationalparken Guaricana i Paraná och naturreservatet Nascentes Geraizeiras i Minas Gerais. Nationalparken är klassad som ett IUCN-skyddat område klass 2 (nationalpark). Syftet är att bevara urval av biologiskt, geologiskt, speleologiskt och hydrologiskt arv associerat med Quadrilátero Ferríferos formationer, inklusive alpina ängar, rester av semi-lövfallande skogar, återhämtande akvifer-områden, och landskapet av berg, slätter, floder, vattenfall, och naturlig vegetation.
De konsulterade sociala organisationerna hade förfrågningar som inte tillfredsställdes vad gällde parkens gränser, eftersom de inte till fullo skyddade de geologiska formationerna som höll vattenkällsakviferna. Området av Vales järnmalmsprojekt för 4 miljarder dollar blev exkluderat. Å andra sidan inkluderade parken områden traditionellt använda av omkringliggande samhällen, vilket orsakade möjligheten till konflikter. Roberto Vizentin, ordförande för ICMBio, försvarade minskningen från 38 200  till 31 200 hektar och den höga risken för föroreningar som en nödvändig kompromiss, med tanke på det relativt låga Human Development Index i regionen.